# Danilo Coito
Danilo Rafael Coito Pérez (Florida, 23 ottobre 1931 – Montevideo, 6 agosto 2010) è stato un cestista uruguaiano.

## Carriera
Con l'Uruguay ha disputato i Giochi olimpici di Roma 1960.